# Мартен Шмідт
Мартен Шмідт (нід. Maarten Schmidt; 28 грудня 1929 — 17 вересня 2022) — нідерландський та американський астроном, який визначив відстані до квазарів.

## Біографічні відомості
Народився в Гронінгені (Нідерланди). Закінчив Гронінгенський університет, вчився разом з Яном Оортом. Упродовж 1949—1959 років — співробітник Лейденської обсерваторії, де у 1956 році отримав ступінь доктора філософії. У 1956—1958 роках стажувався в обсерваторії Маунт-Вілсон. З 1959 року живе в США, працює в Каліфорнійському технологічному інституті (з 1964 року — професор, упродовж 1975—1978 років очолював відділ фізики, математики та астрономії), одночасно в 1959—1980 роках працював в обсерваторіях Маунт-Вілсон і Маунт-Паломар (у 1978—1980 роках — директор, з 1980 — співробітник обсерваторії Маунт-Паломар).
Основні наукові роботи присвячені квазарам. 1963 року досліджуючи спектри зореподібних оптичних об'єктів, що є джерелами сильного радіовипромінювання, ототожнив широкі емісійні лінії в спектрі джерела 3C 273, котрі раніше не піддавалися тлумаченню, з лініями бальмерівської серії водню і з лінією іонізованого магнію, сильно зсунутими в червоний бік. Це відкриття поклало початок вивченню нової групи об'єктів, названих квазарами. 1964 року Шмідт описав їхні оптичні властивості, вивчив спектри й визначив червоні зсуви багатьох із них; спільно з Дж. Л. Грінстейном розглянув можливу природу квазарів і розробив модель, засновану на гіпотезі про їх космологічну природу. Інші роботи присвячені спіральній структурі, розподілу речовини в Галактиці, впливу процесів утворення зір на еволюцію зоряних систем.
Іноземний член Національної АН США.
Премія Гелени Ворнер Американського астрономічного товариства (1964), премія Румфорда Американської академії мистецтв і наук (1968), Золота медаль Королівського астрономічного товариства (1980), медаль Кетрін Брюс (1992). Лауреат премії Кавлі (2008) в галузі астрофізики.
Астероїд 10430 Martschmidt названий на його честь.